# 阿扎尼國家公園
阿扎尼國家公園是西非國家科特迪瓦的國家公園，由潟湖區負責管轄，距離首都阿比讓130公里，佔地194平方公里，成立於1981年1月1日，受濕地公約保護，每年平均降雨量1,624至1,678毫米，野生動物有非洲森林象、侏儒鱷、水牛、野豬、黑猩猩等。

## 外部連結
- https://web.archive.org/web/20101101223439/http://sea.unep-wcmc.org/sites/pa/0072p.htm
- http://www.unep-wcmc.org/wdpa/sitedetails.cfm?siteid=7522&level=nat （页面存档备份，存于）